# Dvorovi
Dvorovi (cyr. Дворови) – wieś w Bośni i Hercegowinie, w Republice Serbskiej, w mieście Bijeljina. W 2013 roku liczyła 4716 mieszkańców.